# Rob Terry
Robert "Rob" Terry es un luchador profesional galés, que actualmente trabaja en la Total Nonstop Action Wrestling. Entre sus logros, destaca el haber sido una vez Campeón Global de la TNA. Aparte, también estuvo entrenando en la Ohio Valley Wrestling, donde consiguió todos los campeonatos de la promoción.

## Carrera

### World Wrestling Entertainment (2007–2008)
Terry firmó un contrato de desarrollo con la World Wrestling Entertainment en 2007 y fue trasladado a su territorio de desarrollo, la Florida Championship Wrestling (FCW). El 10 de noviembre, debutó bajo el nombre de Big Rob, siendo el guardaespaldas de Nick Nemeth, a quien acompañó en todas sus luchas. El 1 de diciembre, Big Rob luchó por primera vez, derrotando junto a Nemeth a Robert Anthony y Bryan Kelly en una lucha por equipos. El 12 de enero Big Rob y Nemeth perdieron contra Mighty Mikey y Matt O'Neal. Tres días después tuvieron la revancha y volvieron a perder. Poco después Terry fue despedido.

### Total Nonstop Action Wrestling (2009-presente)

#### 2009-presente

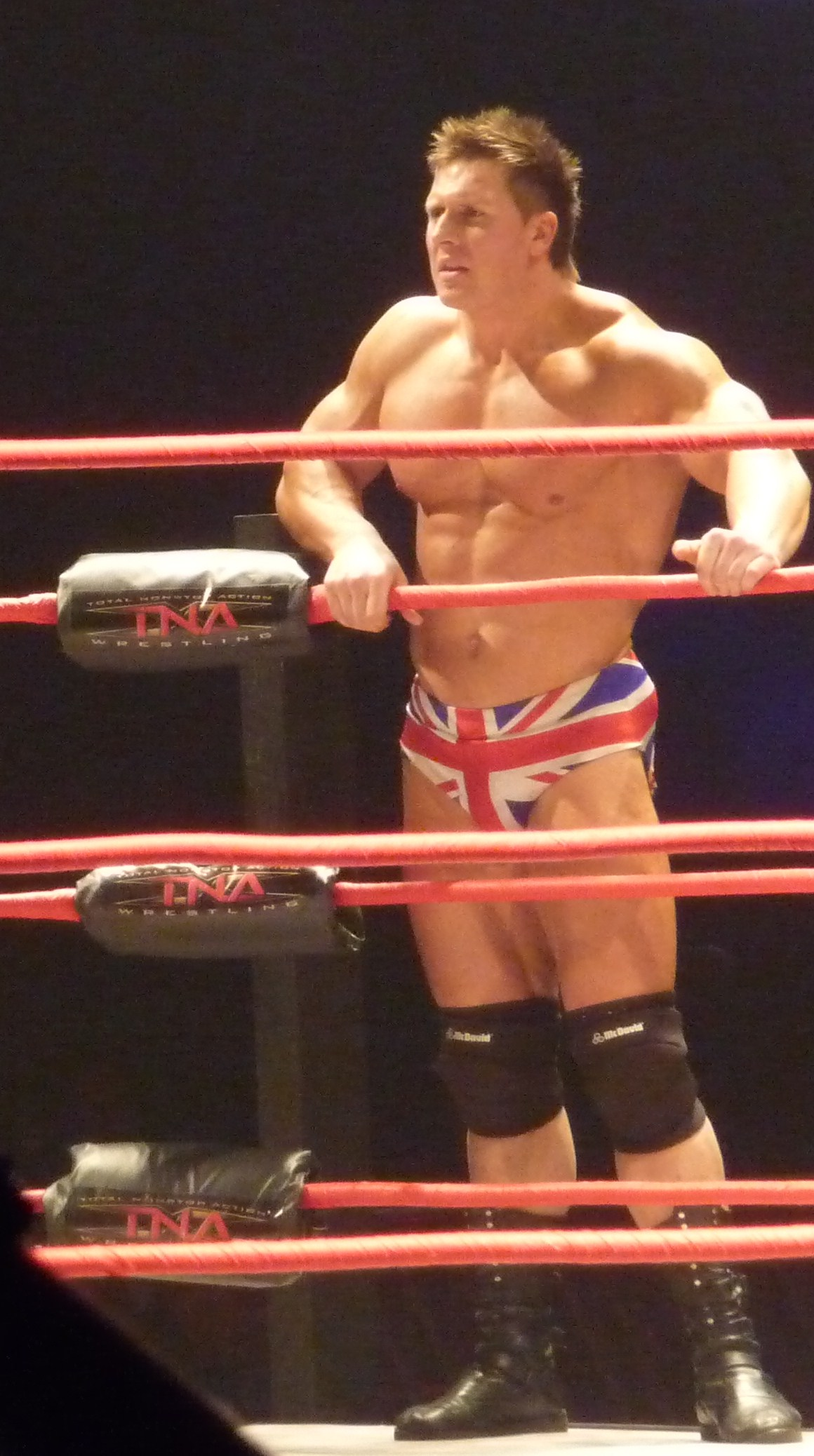
A su debut en TNA, Terry se unió a The British Invasion por su origen británico.

El 30 de abril del 2009, en la edición de iMPACT, Terry hizo su debut en Total Nonstop Action Wrestling (TNA) como el nuevo miembro del grupo The British Invasion haciendo pareja con Doug Williams y Brutus Magnus. Más adelante entraría junto a Williams y Magnus en el stable The World Elite junto a Eric Young, Sheik Abdul Bashir y Kiyoshi. En Hard Justice fue derrotado por Hernández y en No Surrender interfirió en la lucha entre British Invsion & The Main Event Mafia y Beer Money, Inc. y Team 3D. Participó en el Feast or Fired match en Final Resolution, donde ganó una oportunidad por el Campeonato de la División X de la TNA.
Sin embargo, fue Doug Williams quien usó el maletín contra Amazing Red el 19 de enero de 2010, pero Terry derrotó a Eric Young el 27 de enero de 2010 durante una gira por Gales, ganando el Campeonato Global de la TNA, ganando su primer campeonato en la empresa. Sin embargo, empezó un feudo con Magnus cuando le exigió el título por las derrotas sufridas, cambiando Terry a face y derrotando a Magnus en Destination X, reteniendo el título y a Orlando Jordan en Sacrifice. En Victory Road, se enfrentó a los miembros de Fortune Kazarian & AJ Styles junto a Samoa Joe, siendo derrotados después de que Styles cubriera a Terry. Tras esto, desapareció de iMPACT! y apareció en Xplosion, empezando un feudo con Magnus, defendiendo el título con éxito ante él el 29 de junio (emitido el 15 de julio). Sin embargo, el 13 de julio en iMPACT! (emitido el 22 de julio), Terry perdió su título frente a AJ Styles y lo perdió luego de que Styles lo cubriera apoyándose con las cuerdas. Después de estar un tiempo inactivo, Terry cambió a Heel el 16 de diciembre, cuando ayudó a Jeff Hardy & Kazarian a derrotar a Mr. Anderson & Matt Morgan. La semana siguiente, fue introducido como el guardaespaldas de Fortune.
Sin embargo, cuando Fortune se separó de Immortal, Terry se quedó con los segundos, empezando un fuedo ambas facciones. En Against All Odds, luchó junto a Gunner & Murphy contra James Storm, Robert Roode & Scott Steiner, ganando los segundos. Durante esta lucha empezó un breve feudo con Steiner sobre quien era el auténtico Freak de la TNA, siendo derrotado por él el 3 de marzo. Luego, tuvo una lucha contra sus compañeros de Immortal Gunner y Murphy por el Campeonato Televisivo de la TNA, pero ganó Gunner. Finalmente, Hogan les hizo enfrentarse a él y a Murphy para ver quien de los dos se quedaba en Immortal el 5 de mayo. A pesar de derrotar a Murphy, Hogan expulsó a Terry del grupo. Después de unos meses inactivo, hizo su regreso el 30 de junio en Impact Wrestling como face, ayudando a sus compañeros de The British Invasion (Douglas Williams & Magnus) del ataque de Mexican America (Hernández, Anarquía, Rosita & Sarita). El 25 de agosto en Impact Wrestling, Robbie E le propuso una alianza. El 8 de septiembre, Terry atacó a Eric Young después de su combate contra Robbie E, cambiando de nuevo a heel al aliarse con él. Durante su feudo con Young, ambos se enfrentaron el 10 de noviembre a Young y la estrella de Jersey Shore Ronnie, siendo derrotados. Durante los siguientes meses siguió siendo el mánager de Robbie E, ayudándole en sus luchas. En Sacrifice, él y Robbie E se enfrentaron a Devon por el Campeonato Televisivo, pero fueron derrotados.
Durante las siguientes semanas, Robbie E y Robbie T siguieron interfiriendo en los combates titulares de Devon, contra Garett Bischoff el 24 de mayo y contra Jeff Hardy el 31. A pesar de ser enviado en 2012 al territorio de desarrollo, la OVW, siguió apareciendo en TNA. El 25 de octubre se enfrentó en Impact Wrestling a Samoa Joe por el Campeonato Televisivo de la TNA, pero fue derrotado. También empezaron sus propios programas en YouTube, llamado The List. El 6 de diciembre de 2012, fueron derrotados por los Campeones Mundiales en Parejas Chavo Guerrero Jr. & Hernández. El 27 de diciembre, Terry empezó a mostrar signos de un cambio a face, cuando tomó parte de un bro off con Robbie E y Jessie Godderz. La semana siguiente, derrotó junto a Miss Tessmacher a Godderz & Tara y, tras el combate, ambos bailaron y besó a Tessmacher. Durante la gira de TNA por Reino Unido en febrero de 2013, Robbie E tuvo varias confrintaciones con el debutante Rockstar Spud, donde Terry estuvo en contra de Robbie, causando su derrota ante Spud el 21 de febrero. Finalmente, su cambio a face se completó cuando el 28 de febrero, cuando Robbie intentó reconciliarse con él y le atacó por la espalda con un cartel de madera, empezando un feudo que los llevó a una lucha en Lockdown, donde Robbie T salió ganador. La semana siguiente, usando de nuevo su nombre real, Terry derrotó a Robbie E en unos minutos en la revancha.

#### Territorio de desarrollo (2011-2014)
El 6 de diciembre se anunció que había sido enviado al territorio de desarrollo, la Ohio Valley Wrestling (OVW) para mejorar sus habilidades. Debutó el 18 de enero de 2012 derrotando a Jason Wayne tras atacarle anteriormente. La semana siguiente, se reveló que Terry se había unido a The Mascagni Family y otra vez, derrotó a Jason Wayne. Más tarde, derrotó a Paredyse. El 22 de febrero, su jefe, Christian Mascagni fue sustituido por su esposa Josette Bynum (Kayfabe) en el cargo de líder, pasando el grupo a llamarse The Family. Ese mismo día, consiguió junto con Jessie Godderz el Campeonato Sureño en Parejas de la OVW derrotando a Shiloh Jonze & Jason Wayne. Sin embargo, fue sustituido por su compañero de The Family, Rudy Switchblade como compañero de Godderz. Después, junto con Bynum, empezó un feudo con Trailer Park Trash para ver quién tenía más poder en OVW, pactándose una lucha en Saturday Night Special April 2012, lucha que ganó Terry con ayuda de The Family. El mismo día, Godderz & Switchblade perdieron los títulos. El 21 de abril de 2012, aparentemente Terry derrotó a Mohamad Ali Vaez en un combate celebrado en Río de Janeiro, Brasil por el Campeonato Televisivo de la OVW y lo perdió ante el excampeón cuatro días después. Finalmente, derrotó a Johnny Spade el 12 de mayo en Saturday Night Special para ganar el Campeonato Peso Pesado de la OVW. En su primera defensa al título, Terry derrotó a Spade por descalificación, tras la interferencia de Cliff Compton a favor de Spade. El 4 de julio, Terry fue despojado del título por la Junta Directiva de la OVW. Tras esto, participó en un 30 Men Nightmare Rumble, donde comenzó primero y quedó penúltimo tras ser eliminado por Crimson. 
Más tarde, comenzó un feudo con Crimson por el Campeonato Peso Pesado, cambiando a face. Finalmente, ganó el título el 1 de diciembre. Sin embargo, perdió el título el 30 de enero ante Doug Williams. El 6 de julio perdió ante Jamin Olivencia en Saturday Night Special por el OVW Heavyweight Championship. Empezó a hacer equipo con Marcus Anthony, siendo conocidos como Furions, entrando en el torneo Nightmare Cup. En las finales, derrotaron a The Best Team Ever (Jessie Godderz & Rudy Switchblade), ganando la 2013 Nightmare Cup. El 16 de octubre, cambió a heel junto a Anthony tras atacar a The Best Team Ever y a los campeones, Michael Hayes & Mohamad Ali Vaez. Sin embargo, los campeones retuvieron ante Furions.
En noviembre, se marchó a la empresa japonesa Wrestle-1 junto con Jay Bradley. También acompañó a AJ Styles en su defensa del TNA World Heavyweight Championship ante Seiya Sanada. Con Bradley, empezó una racha de victorias por parejas e individualmente, derrotando a su compañero en tres ocasiones consecutivas.
Al regresar a OVW, Bradley y Terry siguieron como pareja, derrotando a Ryan Howe & Rockstar Spud, lesionando (kayfabe) a este último.

#### 2014-presente
En abril de 2014, Terry hizo su regreso a TNA como parte de la nueva casa de fieras del Knux estable, trabajando bajo una máscara y el nombre en el ring The Freak.

## En lucha
- Movimientos finales
  - Chokeslam[20]
  - Full nelson slam[21]
  - Running powerslam[22]
  - Freakbuster (Thrust spinebuster)[23][24]
- Movimientos de firma
  - Fallaway slam[21]
  - Full nelson[21]
  - Jumping spin kick[25]
  - Standing thrust spinebuster[26]
- Luchadores dirigidos
  - Nick Nemeth
  - Doug Williams
  - Brutus Magnus
  - Robbie E
- Apodos
  - Big
  - The Freak
  - Robbie T[27]
  - The Welsh Colossus[19]

## Campeonatos y logros
- Ohio Valley Wrestling

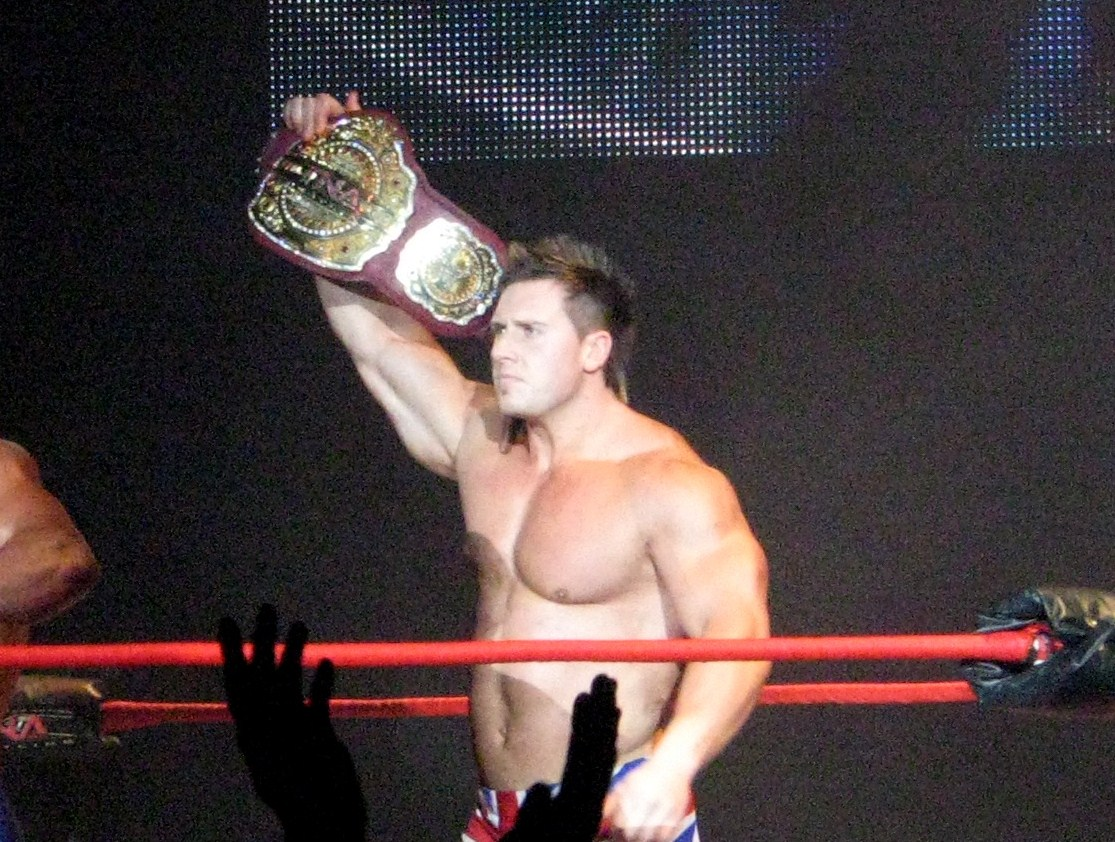
Terry como Campeón Global de la TNA.

  - OVW Heavyweight Championship (2 veces)[16]
  - OVW Southern Tag Team Championship (1 vez) – con Jessie Godderz & Rudy Switchblade[28]
  - OVW Television Championship (1 vez)[15]
  - OVW Triple Crown Championship (octavo)
- Total Nonstop Action Wrestling
  - TNA Global Championship (1 vez)
- Pro Wrestling Illustrated
  - Situado en el Nº230 en los PWI 500 de 2009[29]
  - Situado en el Nº67 en los PWI 500 de 2010[30]
  - Situado en el Nº75 en los PWI 500 de 2011[31]
  - Situado en el Nº199 en los PWI 500 de 2012
  - Situado en el Nº158 en los PWI 500 de 2013